# Neven Antičević
Neven Antičević (Zagreb, 1953.), hrvatski dugogodišnji nakladnik i urednik.

## Životopis
Rođen u Zagrebu. Još u mladoj dobi bio je strastveni čitatelj knjiga zbog čega su u školi očekivali da će studirati komparativnu književnost, no opredijelio se za ekonomiju. Nakon što je diplomirao posvetio se knjigama. Bio je urednik u uglednoj zagrebačkoj izdavačkoj kući Mladost. Radio je i kao prevoditelj pa je rano spoznao važnost prijevoda. Godine 1990. omogućeno je osnivanje privatnih poduzeća pa je sa šestero partnera i uz osnivački ulog od samo 7000 njemačkih maraka osnovao privatnu izdavačku kuću Algoritam. Brzo je stekao glas gurua hrvatskog nakladništva i knjižarstva i izdavačkog vizionara koji je prvi shvatio važnost tržišne orijentacije i e-knjiga. Tvrtka mu je postala perjanica hrvatskog izdavaštva. Bio je predsjednik Zajednice nakladnika i knjižara pri Hrvatskoj gospodarskoj komori. Godine 1996. Hrvatsko udruženje menadžera i poduzetnika proglasilo ga je menadžerom godine u kategoriji malih poduzeća. Godine 2009. na Sajmu knjiga u Puli dobio je Nagradu Kiklop kao najbolji urednik. Zbog poslovne bliskosti s ministricom kulture Andreom Zlatar Violić smatralo ga se dijelom kulturne ljevice. Gospodarska kriza 2010-ih poharala je hrvatsko gospodarstvo, time i hrvatsko nakladništvo uključujući i Antičevićev Algoritam. Krizu je okarakterizirao psihološkom, a za krizu u izdavaštvu okrivio je puštanje novinskih kuća u izdavačku branšu. Novine kao izdavači knjiga ne samo da više nisu promotivno pisale o novim knjiškim izdanjima, niti su prezentirali autore i izdavače, urednike, nego nisu nikako jer je to značilo promicanje konkurencije.